# Jörg Berger (Psychologe)
Jörg Berger (* 1970) ist ein deutscher Psychologe, Psychotherapeut, Paartherapeut und Autor.

## Leben und Wirken
Jörg Berger hat von 1991 bis 1998 an der Ruprecht-Karls-Universität Heidelberg Psychologie studiert und absolvierte 1999/2000 ein Klinisches Jahr an der Psychiatrischen Uniklinik Heidelberg. Danach arbeitete er als Diplom-Psychologe und Psychologischer Psychotherapeut an der Klinik Hohe Mark in Oberursel (Taunus). Die berufsbegleitende Ausbildung zum Psychologischen Psychotherapeuten (Verhaltenstherapie) schloss er 2003 ab. Seit 2010 ist er in eigener Praxis in Heidelberg als Psychotherapeut und Paartherapeut tätig.
Berger ist freies Redaktionsmitglied der Zeitschrift Family. Er hat einen Lehrauftrag an der Evangelischen Hochschule Tabor (Marburg) im Masterstudiengang „Religion und Psychotherapie“ und Referent an der „Akademie für Psychotherapie und Seelsorge e. V.“. Als Sachbuchautor und Redner drehen sich seine Themen um Paarbeziehung, zwischenmenschliche Beziehungen und Lebenssinn.
Berger ist seit 1998 verheiratet und hat mit seiner Frau Myriam zwei Kinder.

## Veröffentlichungen
- Lebensziel Berufung. Den eigenen Weg finden in einer Welt der Beliebigkeit, Francke, Marburg an der Lahn 2006, ISBN 978-3-86122-812-7.
- Ein loderndes Feuer. Frauen, Männer und das Wagnis der Intimität, Francke, Marburg an der Lahn 2007, ISBN 978-3-86122-963-6.
- Das 9 x 1 des Charakters. Gottes Bild von mir entdecken, Francke, Marburg an der Lahn 2008, ISBN 978-3-86827-044-0.
- Mit offenen Augen lieben. das Geheimnis der Partnerwahl, Francke, Marburg an der Lahn 2009, ISBN 978-3-86827-117-1.
- Faszination Ich. Grenzen der Selbstverwirklichung, SCM Hänssler, Holzgerlingen 2009, ISBN 978-3-7751-5125-2.
- Stachlige Persönlichkeiten. Wie Sie schwierige Menschen entwaffnen, Francke, Marburg an der Lahn 2014, ISBN 978-3-86827-474-5.
- Liebe lässt sich lernen. Wege zu einer tragfähigen Paarbeziehung, Springer, Berlin Heidelberg 2014, ISBN 978-3-642-37696-2.
- Den Partner fürs Leben finden. Beziehungsfähig werden und klug wählen, Francke, Marburg an der Lahn 2015, ISBN 978-3-86827-498-1.
- Meine Stacheln. Wie Sie Ihre Schwächen entschärfen, Francke, Marburg an der Lahn 2015, ISBN 978-3-86827-530-8.
- Wenn es stachlig wird. Das Arbeitsbuch. Wie sie schwierige Menschen entwaffnen und die eigenen Schwächen entschärfen, Francke, Marburg an der Lahn 2016, ISBN 978-3-86827-577-3.
- Stacheln in der Partnerschaft. Wie Sie Ihre Liebe vor Verletzungen schützen, Francke, Marburg an der Lahn 2016, ISBN 978-3-86827-612-1.
- Stachliger Glaube. Wie wir Gott auf Abstand halten, ohne es zu merken, Francke, Marburg an der Lahn 2017, ISBN 978-3-86827-686-2.
- Liebe, die immer noch schöner wird. Wie Paare ihr Potenzial besser ausschöpfen, Springer, Berlin 2018, ISBN 978-3-662-54527-0.
- Der Garten der Liebe. Anleitung zur blühenden Zweisamkeit, SCM Hänssler, Holzgerlingen 2018, ISBN 978-3-7751-5829-9.
- Das Enneagramm: Einfach sein, wie du bist, und anderen damit dienen, Francke, Marburg an der Lahn 2021, ISBN 978-3-96362-208-3.
- Stachlige Eltern und Schwiegereltern. Wie Sie Konflikte befrieden und versöhnt leben, Francke, Marburg an der Lahn 2022, ISBN 978-3-96362-299-1.
- Die Anti-Erschöpfungsstrategie: 7 Wege zu innerer Kraft, Verlag Herder, München 2023, ISBN 978-3-451-60125-5.

als Mitautor
- mit Ron Kubsch: Ess-Störungen verstehen und überwinden, Hänssler, Holzgerlingen 2006, ISBN 978-3-7751-4551-0.
- mit Monika Bylitza: Stachlige Persönlichkeiten im Business. Mit schwierigen Mitarbeitern, Kollegen und Vorgesetzten erfolgreich zusammenarbeiten, Francke, Marburg an der Lahn 2019, ISBN 978-3-96362-059-1.
- mit Andreas Rosenwink: Der Herzenskompass. Dein Weg zu Liebe, Freiheit und Vertrauen, Francke, Marburg an der Lahn 2020, ISBN 978-3-96362-170-3.
- mit Andreas Rosenwink: Der Herzenskompass. Mein Notizbuch, Francke, Marburg an der Lahn 2020, ISBN 978-3-96362-171-0.

Aufsätze
- Wozu mache ich das bloß!? Über den Sinn der Arbeit und den Weg zu einer persönlichen Berufung. In: Zeitschrift für Psychotherapie und Seelsorge 03/2007
- Der Typ macht mich fertig! Mit schwierigen Menschen umgehen lernen. In: Zeitschrift für Psychotherapie und Seelsorge 03/2014
- Mobbing ist Nervensache. Infos über Opfer und Täter und wie man das Ding stoppt. In: Teensmag 03/2010
- Der unsichtbare Feind der Liebe. Wie Sie Stress gemeinsam bewältigen. In: Family 02/2012
- Wenn Therapie der Ehe schadet. In: Family 03/2012
- Erste Hilfe nach einem Paarkonflikt. In: Family 02/2014
- Ich liebe einen schwierigen Menschen. In: Family 01/2016